# Marianne Lundquist
Ingrid Marianne Lundquist, po mężu Grane (ur. 24 lipca 1931 w Karlskodze, zm. 10 kwietnia 2020 w Sztokholmie) – szwedzka pływaczka, olimpijka.
W 1950 zdobyła brązowy medal na Mistrzostwach Europy w konkurencji 4 × 100 m stylem dowolnym. Dwukrotnie reprezentowała Szwecję na igrzyskach olimpijskich – w 1948 i 1952. 
Zmarła na COVID-19.